# Вівсянка кубинська
Вівсянка кубинська, запата (Torreornis inexpectata) — вид горобцеподібних птахів родини Passerellidae. Ендемік Куби.

## Поширення
Вид поширений лише на Кубі. Відомо три ізольованих локалітети, в кожному трапляється окремий підвид. Номінальний підвид мешкає в болоті Сапата на заході країни, підвид varonai трапляється в межах свого обмеженого ареалу на островах Кайо-Коко та Кайо-Романо на архіпелазі Камагуей на півночі, а підвид sigmani обмежений невеликою ділянкою південно-східного узбережжя провінції Гуантанамо.
Номінальний підвид inexpectata населяє чагарникові луки, а також ксерофітну прибережну рослинність і мангрові зарості. Його середовище проживання в болоті Сапата затоплюється під час сезону дощів. Підвид varonai трапляється в напівлистяних лісах, тоді як підвид sigmani мешкає в сухих чагарниках, сухих лісах і кактусових заростях.

## Опис
Птах завдовжки приблизно 16,5 см. Оперення верхніх частин сіро-оливкове, верх голови темно-рудувато-бурий. Горло, обмежене двома темними смугами типу «вусів», біле. Решта нижніх частин забарвлена у світло-жовтий колір. Незрілі екземпляри темніші й позбавлені червонувато-коричневого кольору на голові. Крила короткі, округлі.

## Спосіб життя
Зазвичай трапляється парами або групами по три особини, але іноді також у більших зграях по 10-12 особин. Під час сухого сезону він переважно харчується насінням і квітами, але під час сезону дощів він також ловить комах, павуків, равликів та їхні яйця та навіть маленьких ящірок. Гніздо будує серед пучків трави, а період гніздування триває з березня по червень.